# 高士傧
高士傧（1887年—1922年）字燕儒，直隶天津人，中华民国军事将领。

## 生平
高士傧生于1887年，是孟恩远的外甥。毕业于北洋陆军速成学堂。1910年，任吉林陆军第二十三镇正参谋官。1912年后，历任陆军第二十三师参谋长、吉林督军署军械局长、吉林督军署参谋长、吉林陆军第二混成旅旅长。1918年10月，任吉林陆军第一师师长，1919年7月孟恩远倒台，高士傧随之去职。1922年5月第一次直奉战争期间，高士傧趁机在黑龙江省绥芬河同山林游击司令卢永贵起兵反奉系，张作霖派张宗昌率军队将高士傧扑杀。